# Scerdilaidas
Scerdilaidas was een Illyrische koning. Voordat hij koning werd, was Scerdilaidas commandant van het Illyrisch leger en speelde hij een belangrijke rol in de  oorlogen tegen de Romeinen.